# Inguias
Inguias es una freguesia portuguesa del concelho de Belmonte, con 15,05 km² de superficie y  habitantes (2001). Su densidad de población es de 56,2 hab/km².